# April 2010
Portal Geschichte | Portal Biografien | Aktuelle Ereignisse | Jahreskalender | Tagesartikel

◄ |
20. Jahrhundert |
21. Jahrhundert

◄ |
1980er |
1990er |
2000er |
2010er
| 2020er | 2030er | 2040er

◄ |
2006 |
2007 |
2008 |
2009 |
2010
| 2011 | 2012 | 2013 | 2014 | ►

◄ |
Januar 2010 |
Februar 2010 |
März 2010 |
April 2010 |
Mai 2010 |
Juni 2010 |
Juli 2010 |
►
Dieser Artikel behandelt tagesbezogene Nachrichten und Ereignisse im April 2010.

## Tagesgeschehen

### Donnerstag, 1. April 2010
- Berlin/Deutschland: Durch eine Reform des Bundesdatenschutzgesetzes ist es Bürgern künftig möglich, einmal jährlich eine kostenlose Eigenauskunft bei der Schutzgemeinschaft für allgemeine Kreditsicherung und auch bei allen anderen Wirtschaftsauskunfteien zu erhalten.[1]
- Swindon / Vereinigtes Königreich: Die Raumfahrtbehörde UK Space Agency nimmt ihre Arbeit auf.[2]

### Freitag, 2. April 2010

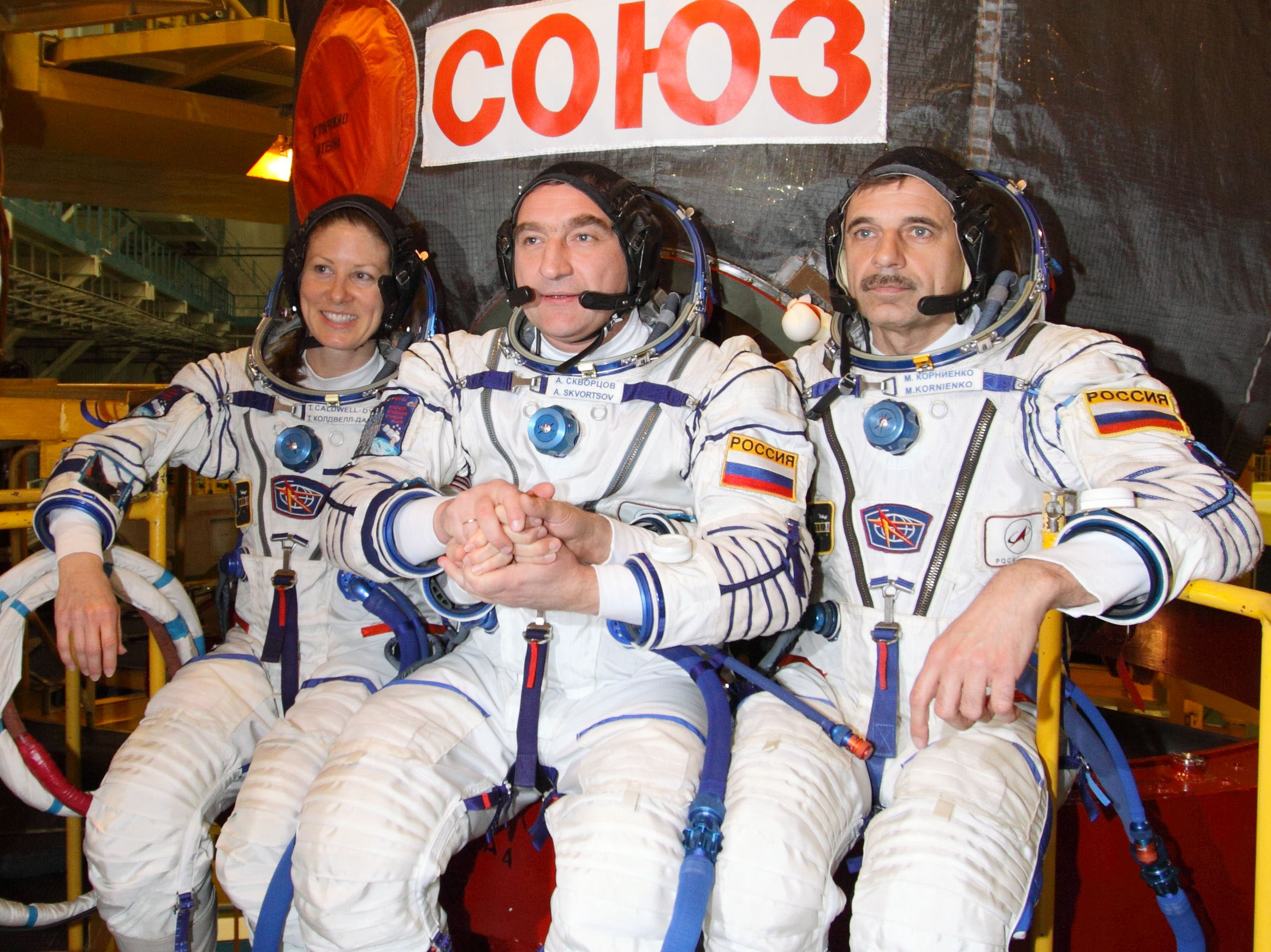
T. Caldwell-Dyson, A. Skworzow, M. Kornijenko

- Bagdad/Irak: Bei einem Überfall auf ein sunnitisches Dorf werden 25 Menschen getötet.[3]
- Baikonur/Kasachstan: Start der Sojus-Mission TMA-18 zur Internationalen Raumstation.[4]
- Char Darah/Afghanistan: Drei deutsche Soldaten werden beim Karfreitagsgefecht von Taliban getötet, acht weitere verwundet.

### Samstag, 3. April 2010
- Bangkok/Thailand: Drei Wochen nach Beginn der Massenproteste gegen die Regierung von Premierminister Abhisit Vejjajiva halten 50.000 Menschen ein Viertel mit zahlreichen Nobelgeschäften und Luxushotels besetzt.[5]

### Sonntag, 4. April 2010
- Bagdad/Irak: Bei drei Bombenanschlägen kommen mindestens 21 Menschen ums Leben und über 40 weitere werden verletzt.[6]
- Meerbeke/Belgien: Der Schweizer Radrennfahrer Fabian Cancellara gewinnt die Flandern-Rundfahrt.[7]

### Montag, 5. April 2010

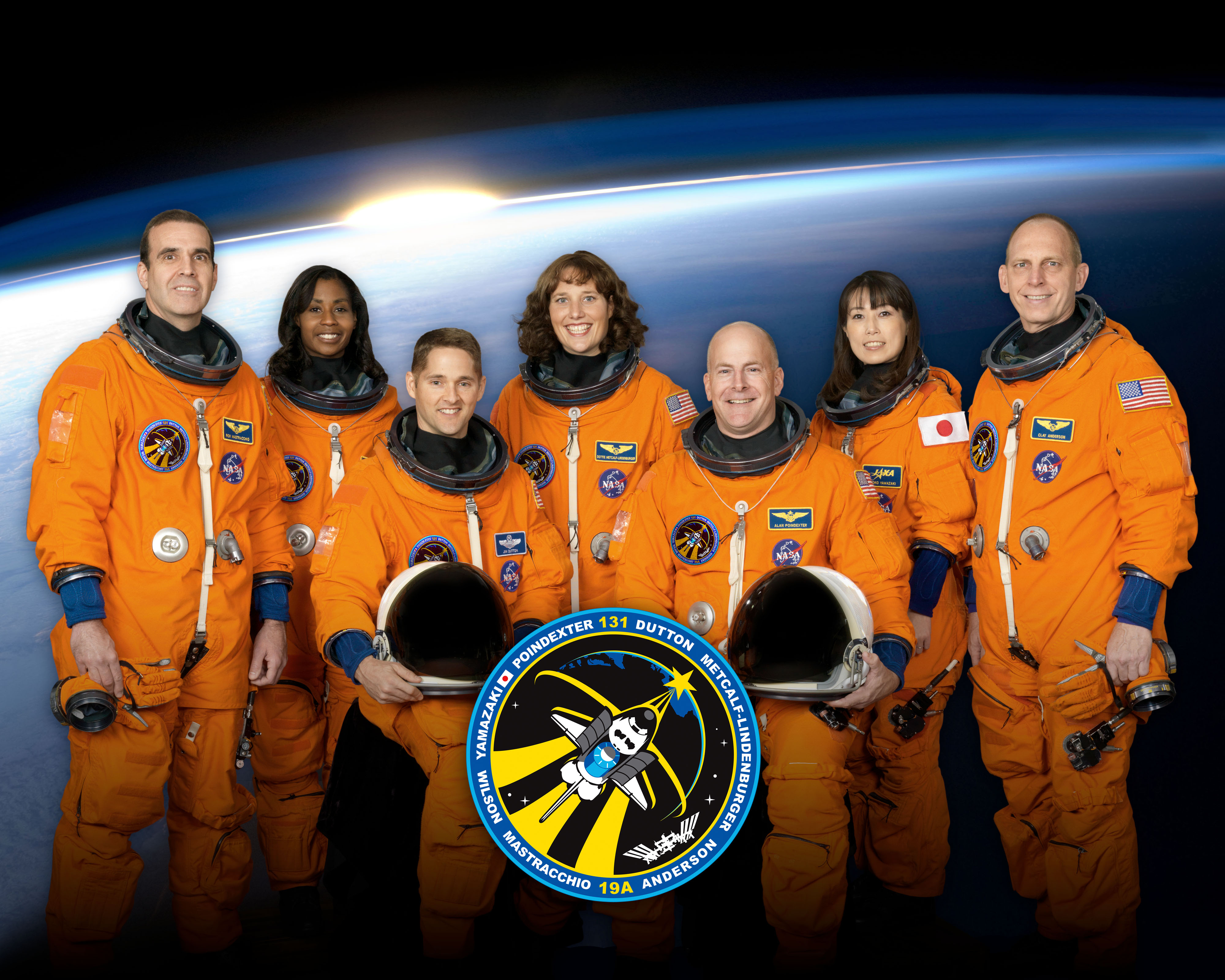
R. Mastracchio, S. Wilson, J. Dutton, D. Metcalf-Lindenburger, A. Poindexter, N. Yamazaki, C. Anderson

- Cape Canaveral / Vereinigte Staaten: Die Space-Shuttle-Mission STS-131 der Discovery startet pünktlich zur Internationalen Raumstation.[8]
- Islamabad/Pakistan: Bei einem Bombenanschlag im Nordwesten des Landes kommen mindestens 38 Menschen ums Leben und mehr als 100 weitere werden verletzt.[9]
- Montcoal / Vereinigte Staaten: Bei einer Explosion in einem Kohlebergwerk sterben 25 Arbeiter und 20 weitere werden verletzt.[10]
- Xiangning/China: Eine Woche nach einem Grubenunglück werden 114 verschüttete Bergarbeiter lebend aus der Mine geborgen.[11]

### Dienstag, 6. April 2010
- Dantewada/Indien: Maoisten töten im Bundesstaat Chhattisgarh mindestens 75 Menschen und verletzen mehr als 20 weitere.[12]
- Wyborg/Russland: Für die Erdgas-Pipeline Nord Stream durch die Ostsee nach Deutschland erfolgt der Baubeginn.[13]

### Mittwoch, 7. April 2010

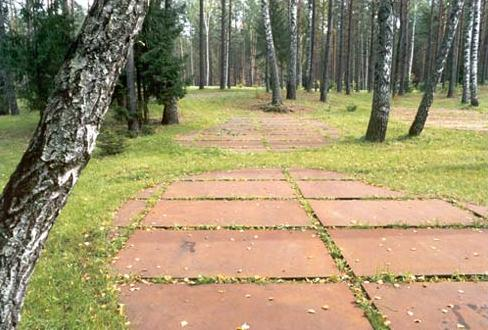
Massengräber auf dem Soldatenfriedhof von Katyn

- Bischkek/Kirgisistan: Nach Kämpfen mit Dutzenden Toten gibt die Opposition die Bildung einer Übergangsregierung unter Leitung der früheren Außenministerin Rosa Otunbajewa bekannt.[14]
- Katyn/Russland: Ministerpräsident Wladimir Putin und sein polnischer Amtskollege Donald Tusk gedenken erstmals gemeinsam des Massakers vor 70 Jahren.[15]
- Paris/Frankreich: Die Autobauer Daimler AG und Renault-Nissan vereinbaren eine weitreichende strategische Kooperation.[16]
- Rio de Janeiro/Brasilien: Bei schweren Überschwemmungen werden 95 Menschen getötet; 10.000 Häuser drohen bei Erdrutschen verschüttet zu werden.[17]

### Donnerstag, 8. April 2010

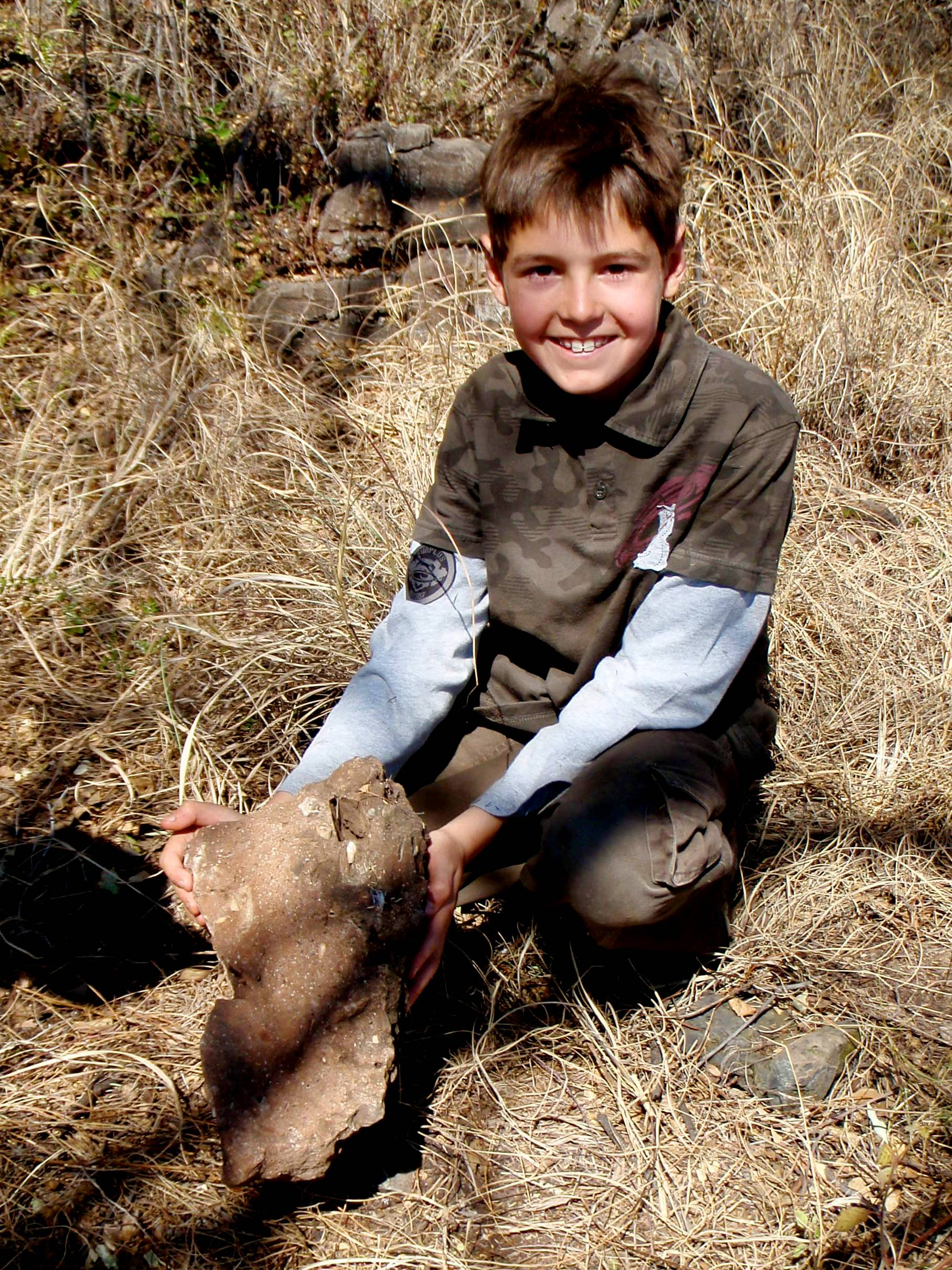
Australopithecus-sediba-Fragment und sein Entdecker Mathew

- Johannesburg/Südafrika: Die Ahnengalerie des Menschen wird durch Australopithecus sediba, eine neuentdeckte fossile Vormenschen-Art, erweitert.[18]
- London / Vereinigtes Königreich: British Airways und die spanische Fluggesellschaft Iberia besiegeln ihre Fusion zur weltweit drittgrößten Fluggesellschaft bis zum Ende des Jahres.[19]
- Prag/Tschechische Republik: US-Präsident Barack Obama und der russische Präsident Dmitri Medwedew unterzeichnen einen neuen START-Vertrag zur atomaren Abrüstung.[20]
- Sri Jayewardenepura/Sri Lanka: Bei der Parlamentswahl erlangt die Regierungspartei SLFP von Mahinda Rajapaksa 62 % der Wählerstimmen, während die Oppositionspartei UNP 30 % erhält.[21]

### Freitag, 9. April 2010
- Parachinar/Pakistan: Bei Luftangriffen auf Rückzugsgebiete der Taliban werden Dutzende Aufständische getötet.[22]

### Samstag, 10. April 2010

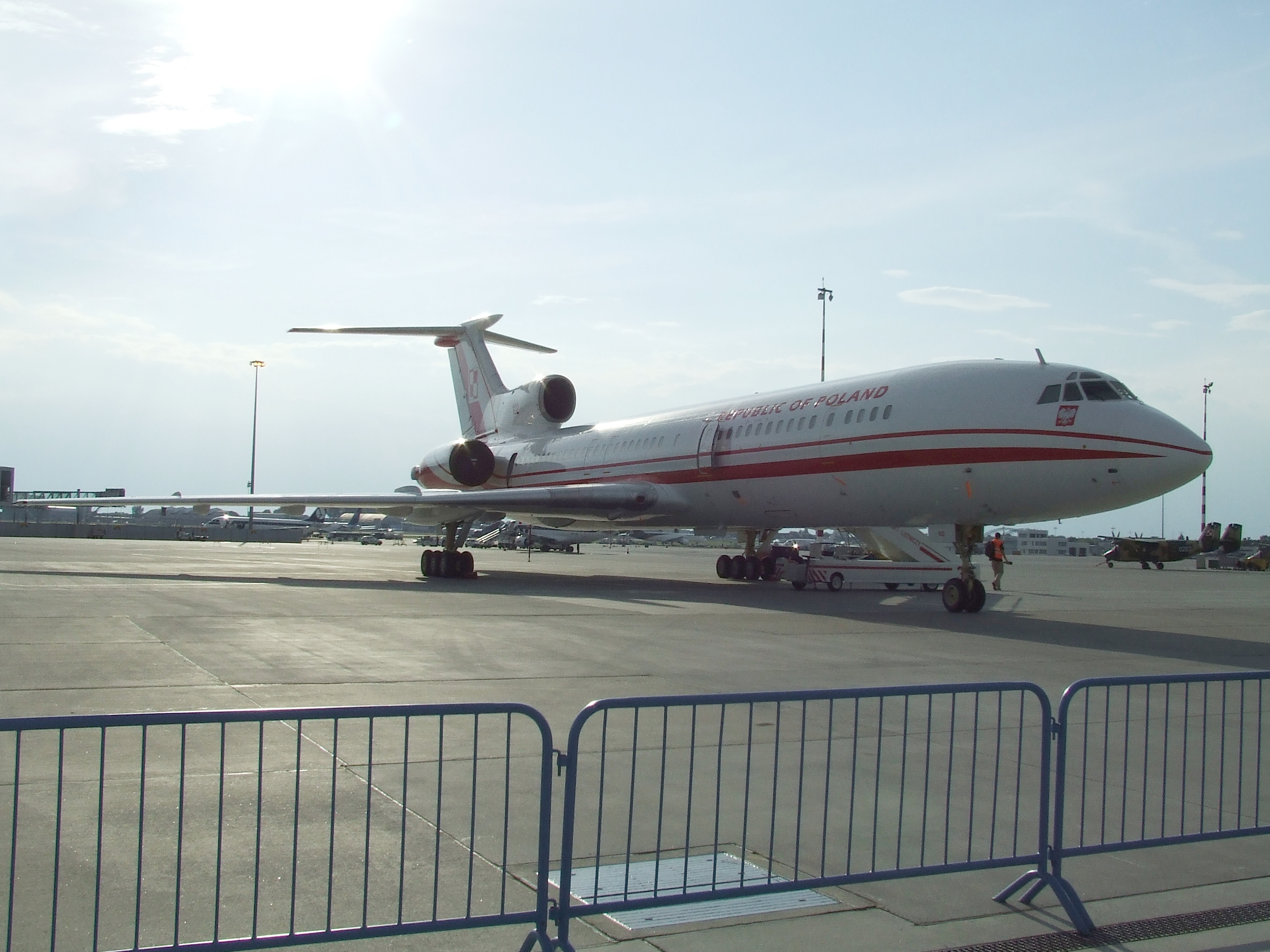
Tupolew-Maschine der Republik Polen

- Bangkok/Thailand: Bei Zusammenstößen zwischen Demonstranten und Soldaten kommen mindestens 18 Menschen ums Leben und über 800 weitere werden verletzt.[23]
- Smolensk/Russland: Beim Unfall einer Tupolew Tu-154 kommen 96 Menschen ums Leben, darunter Polens Staatspräsident Lech Kaczyński und weitere hochrangige polnische Politiker.[24]

### Sonntag, 11. April 2010

Logo von Fidesz

- Budapest/Ungarn: Der rechtskonservative Ungarische Bürgerbund Fidesz unter Viktor Orbán gewinnt mit 52,8 % der Stimmen die erste Runde der Parlamentswahl.[25]
- Khartum/Sudan: Bei den Präsidentenwahlen gewinnt Amtsinhaber Umar al-Baschir mit 68,2 Prozent der Wählerstimmen.[26]

### Montag, 12. April 2010
- Mainz/Deutschland: Die Bundesnetzagentur beginnt mit der Versteigerung der Frequenzen für die vierte Generation des Mobilfunks unter den Mobilfunkbetreibern T-Mobile, Vodafone, E-Plus und Telefónica Germany (O2).[27]

### Dienstag, 13. April 2010

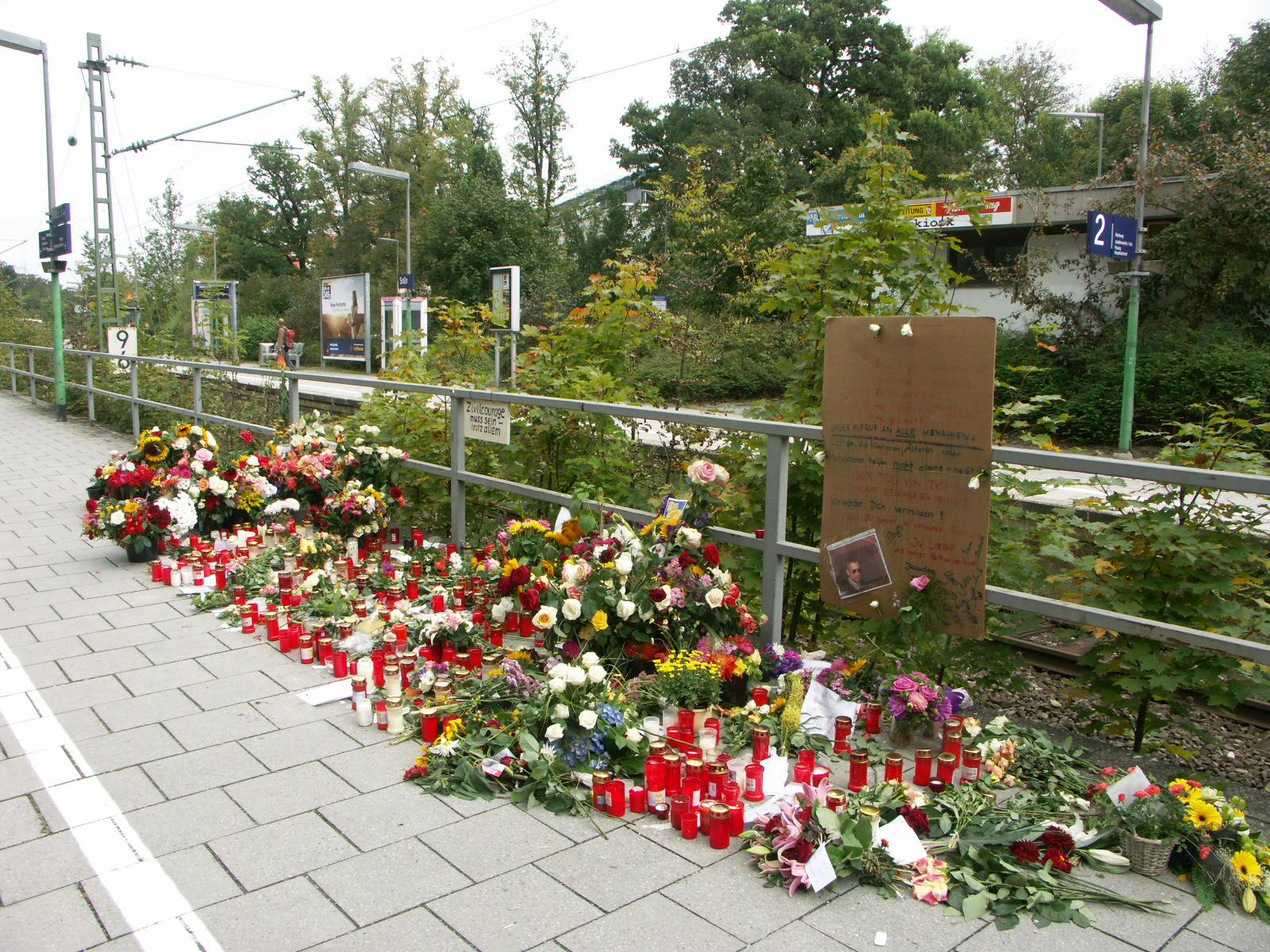
Tatort am Münchener S-Bahnhof Solln

- München/Deutschland: Prozessbeginn gegen einen der mutmaßlichen Täter im Mordfall Dominik Brunner.[28]

### Mittwoch, 14. April 2010

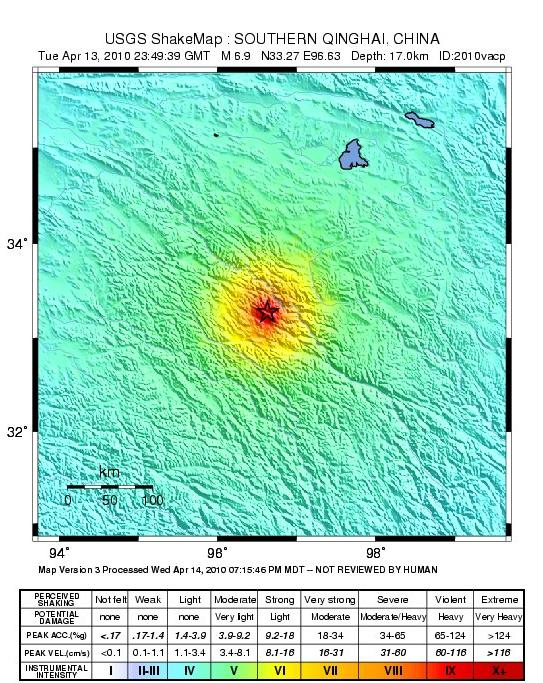
Schematische Darstellung des Erdbebens in China

- Dhaka/Bangladesch und Kalkutta/Indien: Durch einen Wirbelsturm sterben mindestens 85 Menschen und über 225 weitere werden verletzt.[29]
- Qinghai/China: Bei einem Erdbeben der Stärke 7,1 Mw in der nordwestlichen Provinz des Landes kommen mindestens 2.000 Menschen ums Leben und mehr als 10.000 weitere werden verletzt.[30]

### Donnerstag, 15. April 2010

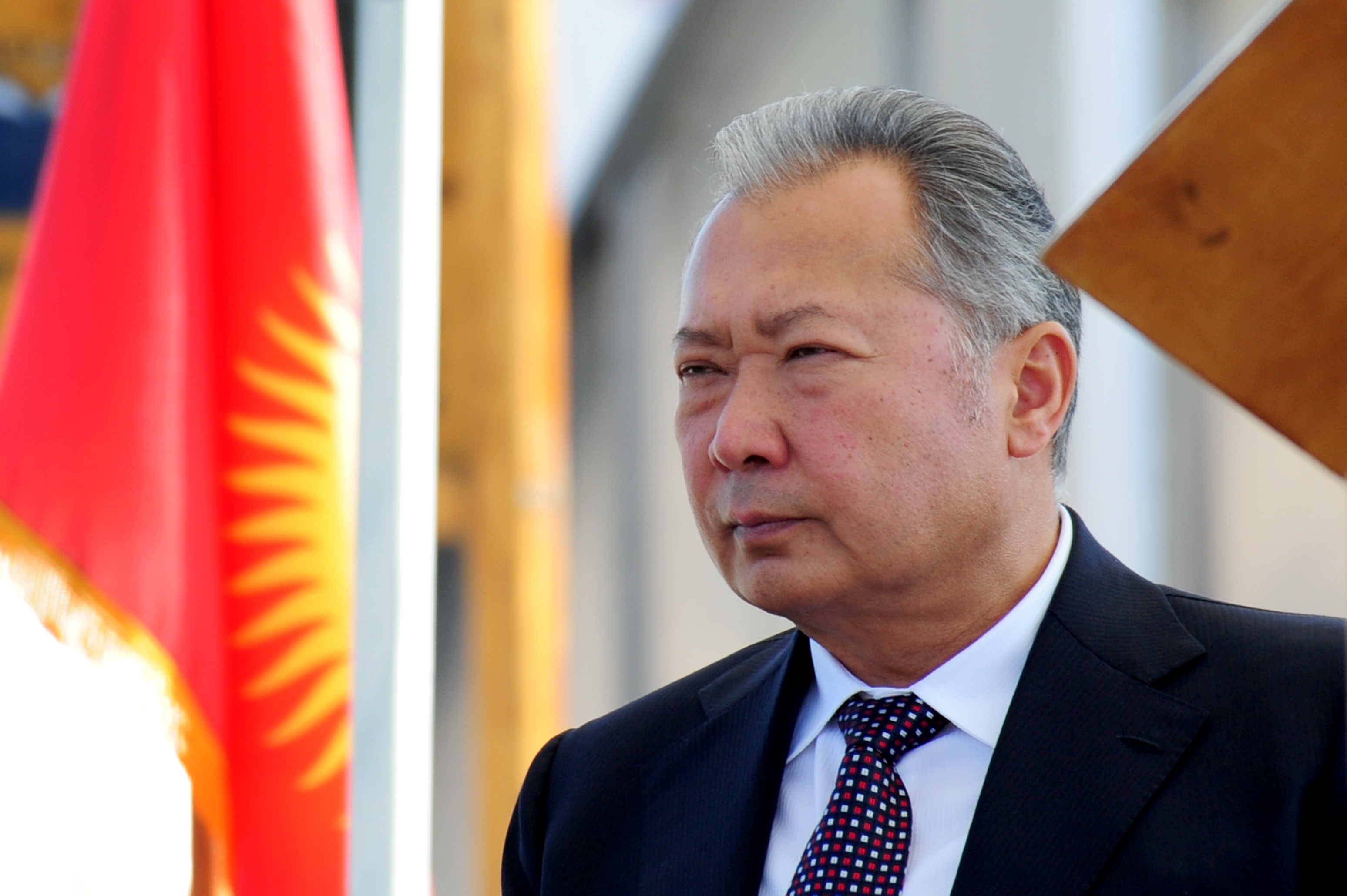
Kurmanbek Bakijew

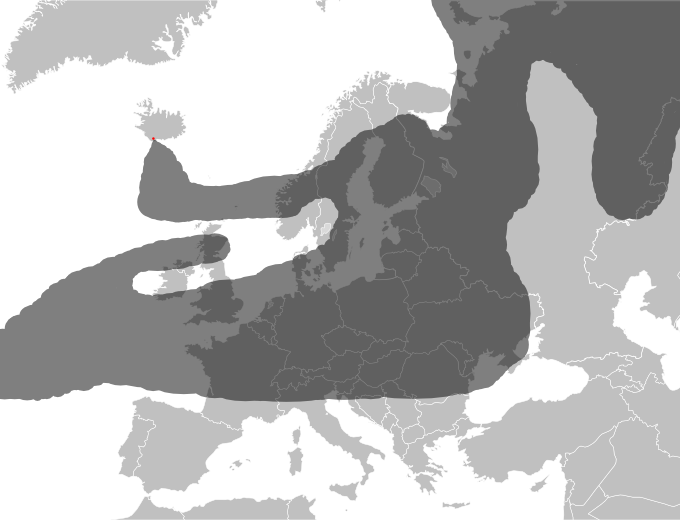
Ungefähre Lage der Aschewolke aus Island

- Bischkek/Kirgisistan: Eine Woche nach dem Aufstand erklärt der gestürzte Präsident Kurmanbek Bakijew seinen Rücktritt und setzt sich ins benachbarte Kasachstan ab.[31]
- Europa: Nach einem neuerlichen Ausbruch des Vulkans Eyjafjallajökull auf Island muss aufgrund der Aschewolke der Luftraum weiträumig gesperrt werden. Nachdem zunächst die Britischen Inseln und die skandinavischen Staaten betroffen sind, weitet sich die Störung in der Folge auch auf Frankreich, die Beneluxstaaten und Mitteleuropa aus.[32][33]

### Freitag, 16. April 2010
- Quetta/Pakistan: Bei einem Bombenanschlag sterben zehn Menschen und 35 weitere werden verletzt.[34]

### Samstag, 17. April 2010
- Islamabad/Pakistan: Bei einem Anschlag auf ein Flüchtlingslager im Nordwesten des Landes sterben mindestens 41 Menschen und 64 weitere werden verletzt.[35]
- Tikrit/Irak: Bei einer gemeinsamen Militäraktion der United States Army und des irakischen Geheimdienstes gegen das Terrornetzwerk al-Qaida wird dessen Anführer im Irak, Abu Ayyub al-Masri, getötet.[36]
- Wien/Österreich: Bei der Romyverleihung 2010 werden Bibiana Zeller und Christoph Waltz als beliebteste Schauspieler geehrt und bester Kinofilm wird Das weiße Band – Eine deutsche Kindergeschichte von Michael Haneke.[37]

### Sonntag, 18. April 2010
- Lefkoşa/Nordzypern: Bei den Präsidentschaftswahlen in der nicht von den Vereinten Nationen anerkannten Türkischen Republik Nordzypern setzt sich der nationalkonservative Ministerpräsident Derviş Eroğlu von der Nationalen Einheitspartei mit 50,4 % der Wählerstimmen gegen den sozialdemokratischen Amtsinhaber Mehmet Ali Talât von der Türkisch-Republikanischen Partei durch, der 42,9 % erlangt.[38]

### Montag, 19. April 2010
- Peschawar/Pakistan: Bei zwei Bombenanschlägen im Nordwesten des Landes kommen mindestens 23 Menschen ums Leben und mehr als 30 weitere werden verletzt.[39]

### Dienstag, 20. April 2010

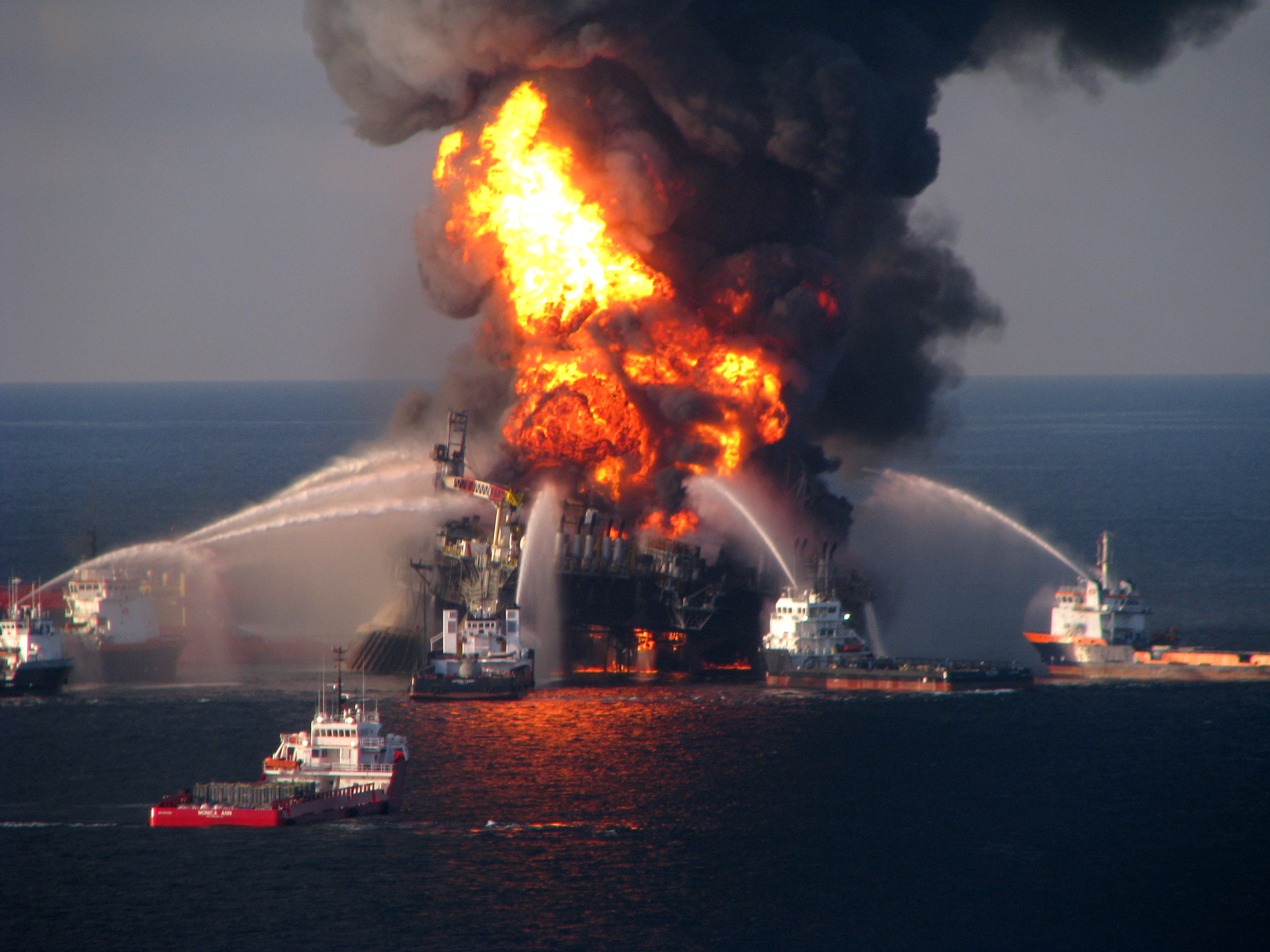
Brand auf der Deepwater Horizon

- Buenos Aires/Argentinien: Der letzte Chef der Militärjunta, General Reynaldo Bignone, wird vom Bundesgericht wegen Menschenrechtsverbrechen in 56 Fällen zu 25 Jahren Haft verurteilt.[40]
- Golf von Mexiko: Bei der Explosion der Bohrinsel Deepwater Horizon nahe der Küste von Louisiana, Vereinigte Staaten, kommen mutmaßlich elf Personen ums Leben. In der Folge breitet sich ein Ölteppich aus. Der Nutzer der Anlage war das Mineralölunternehmen BP.[41]

### Mittwoch, 21. April 2010

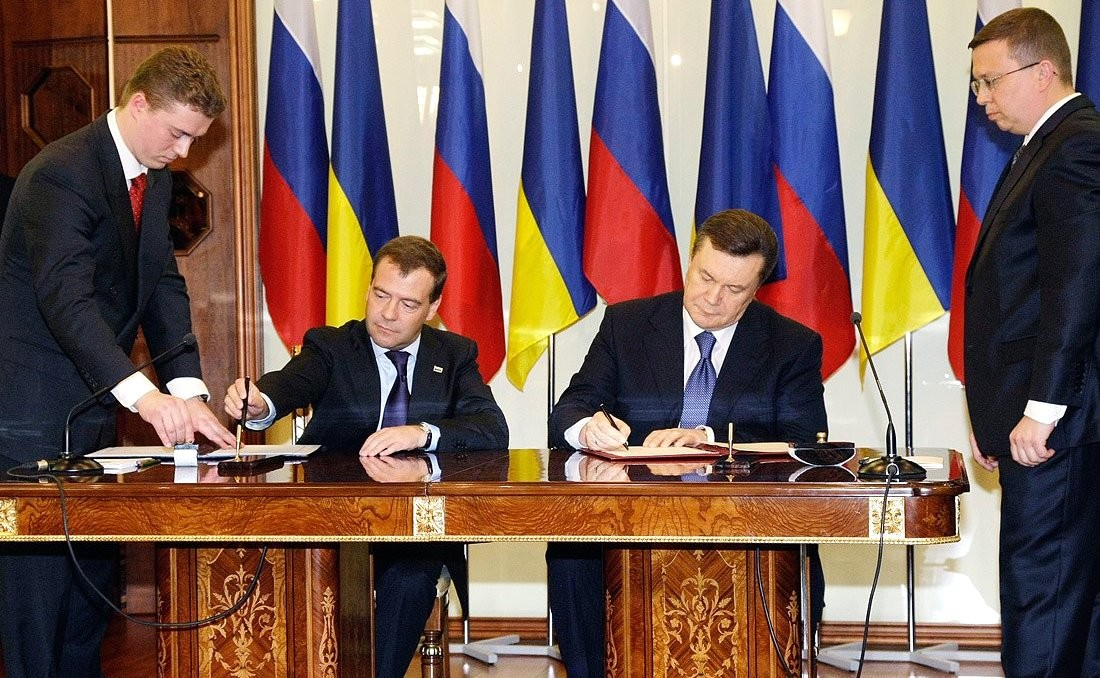
Medwedew, Janukowytsch

- Belgrad/Serbien: Der im Jahr 1999 im Rahmen des Kosovokriegs vom Militärbündnis NATO zerstörte Fernsehturm Avala wird durch eine fast baugleiche Replik ersetzt, die heute festlich eingeweiht wird.[42]
- Charkiw/Ukraine: Präsident Wiktor Janukowytsch vereinbart mit seinem russischen Amtskollegen Dmitri Medwedew die Verlängerung des Nutzungsrechtes der russischen Schwarzmeerflotte in Sewastopol über 2017 hinaus und die Lieferung von russischen Erdgas zu günstigeren Bedingungen.[43]
- Langen/Deutschland: Nach tagelangen Behinderungen durch die vom isländischen Vulkan Eyjafjallajökull ausgestoßene Aschewolke gibt die Deutsche Flugsicherung den Luftraum wieder frei.[44]

### Donnerstag, 22. April 2010

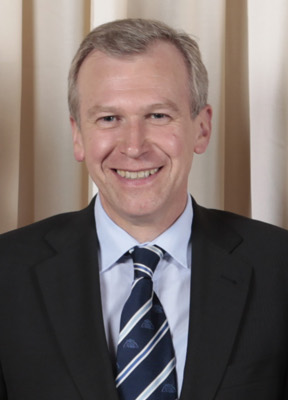
Yves Leterme

- Augsburg/Deutschland: Im Zusammenhang mit der Debatte über sexuellen Missbrauch in der römisch-katholischen Kirche in Deutschland reicht Walter Mixa, der Bischof von Augsburg, sein Rücktrittsgesuch an den Papst ein.[45]
- Brüssel/Belgien: Nach dem Bruch der Regierungskoalition infolge des Streites um den Wahlkreis Brüssel-Halle-Vilvoorde kündigt Premierminister Yves Leterme seinen Rücktritt an.[46]
- Tallinn/Estland: Die NATO-Außenminister beschließen die Aufnahme von Bosnien und Herzegowina in den Aktionsplan für Beitrittskandidaten und raten zu weiteren Reformen.[47]

### Freitag, 23. April 2010

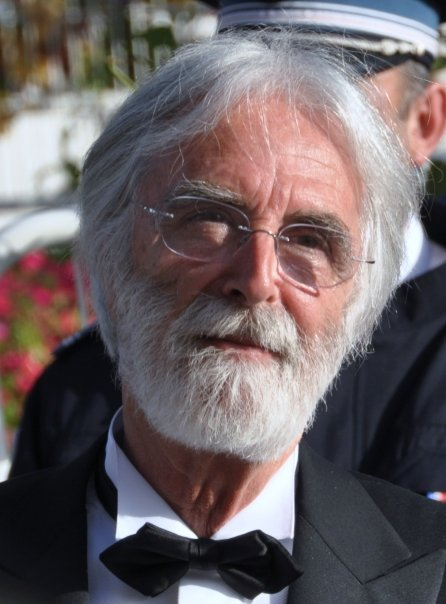
Michael Haneke

- Athen/Griechenland: Das durch die Finanzkrise ab 2007 kurz vor dem Staatsbankrott stehende Land bittet die Europäische Union und den Internationalen Währungsfonds um insgesamt 45 Milliarden Euro Finanzhilfe.[48]
- Bagdad/Irak: Bei mehreren Bombenanschlägen sterben mindestens 25 Menschen und über 100 weitere werden verletzt.[49]
- Berlin/Deutschland: Michael Hanekes Spielfilm Das weiße Band wird bei der Verleihung des Deutschen Filmpreises in zehn Kategorien ausgezeichnet, unter anderem mit dem Filmpreis in Gold als bester Film.[50]
- Khartum/Sudan: Bei Kämpfen zwischen der Armee und arabischen Nomaden kommen im Südsudan mindestens 55 Menschen ums Leben und 85 weitere werden verletzt.[51]
- Sofia/Bulgarien: Beginn der Schachweltmeisterschaft 2010 zwischen Titelverteidiger Viswanathan Anand und Herausforderer Wesselin Topalow.

### Samstag, 24. April 2010
- Bern/Schweiz: Der SC Bern gewinnt das entscheidende siebte Spiel der Finalserie der National League A gegen den HC Servette Genève mit 4:1 und wird damit zum zwölften Mal Schweizer Eishockeymeister.[52]
- Hamburg/Deutschland: Mehr als 120.000 Atomkraftgegner bilden zwischen den Kernkraftwerken Krümmel und Brunsbüttel eine 120 Kilometer lange Menschenkette gegen die Energiepolitik der Bundesregierung.[53]

### Sonntag, 25. April 2010
- Budapest/Ungarn: Der rechtskonservative Ungarische Bürgerbund Fidesz unter Viktor Orbán erlangt in der zweiten Runde der Parlamentswahl mit 263 Mandaten die Zweidrittelmehrheit.[54]
- Hannover/Deutschland: Im dritten Spiel der Finalserie der Deutschen Eishockey Liga besiegen die Hannover Scorpions die Augsburger Panther mit 4:2, gewinnen damit die Serie mit 3:0 Spielen und werden erstmals Deutscher Eishockeymeister.[55]
- Jackson / Vereinigte Staaten: Durch einen Tornado im Bundesstaat Mississippi kommen mindestens zehn Menschen ums Leben und mehr als zwölf weitere werden verletzt.[56]
- Katalonien/Spanien: In 211 weiteren Gemeinden werden Referenden zur Unabhängigkeit Kataloniens abgehalten. Bei einer sehr niedrigen Wahlbeteiligung von 17,4 % sprechen sich 92,5 % der Abstimmenden für die Unabhängigkeit aus.
- Washington, D.C. / Vereinigte Staaten: Beim Gipfeltreffen der Weltbank beschließen die 186 Mitgliedstaaten die Neuverteilung der Stimmrechte und geben Schwellen- und Entwicklungsländern gegenüber den Industriestaaten mehr Mitspracherecht.[57]
- Wien/Österreich: Bei der Bundespräsidentenwahl wird Amtsinhaber Heinz Fischer bei nur rund 50 % Wahlbeteiligung mit circa 79 % der Stimmen wiedergewählt.[58]

### Montag, 26. April 2010
- Panama-Stadt/Panama: Der ehemalige Machthaber Manuel Noriega wird an Frankreich ausgeliefert, wo er bereits in Abwesenheit wegen Geldwäscherei zu zehn Jahren Haft verurteilt wurde.[59][60]

### Dienstag, 27. April 2010
- Borkum/Deutschland: Mit alpha ventus geht der erste Offshore-Windpark vor der deutschen Nordseeküste offiziell in Betrieb.[61]
- Kathmandu/Nepal: Mit der Ankunft auf dem Gipfel der 8.091 m hohen Annapurna besteigt die Südkoreanerin Oh Eun-sun als erste Frau alle 14 Achttausender.[62]
- Oslo/Norwegen: Ministerpräsident Jens Stoltenberg und Russlands Präsident Dmitri Anatoljewitsch Medwedew beenden den seit 40 Jahren schwelenden Streit um die gemeinsame Grenze in der Barentssee und der Arktis.[63]

### Mittwoch, 28. April 2010
- Münster/Deutschland: Forscher der Westfälischen Wilhelms-Universität entdecken auf Bildern des Mars Reconnaissance Orbiters Hinweise auf Wasservorkommen auf der Oberfläche des Mars.[64]

### Donnerstag, 29. April 2010
- Ansbach/Deutschland: Der Amokläufer vom 17. September 2009 am Gymnasium Carolinum wird nach einer Woche Verhandlung des versuchten Mordes in 47 Fällen für schuldig befunden und zu neun Jahren Jugendhaft verurteilt.[65][66]
- Brüssel/Belgien: Die Abgeordnetenkammer beschließt ein landesweites Verbot von Burkas und Niqabs.[67]
- Kiel/Deutschland: Die Landesregierung von Schleswig-Holstein beschließt ein Verbot örtlicher Verbände der Motorrad- und Rockerclubs Hells Angels und Bandidos.[68]

### Freitag, 30. April 2010

Logo der Expo 2010

- Shanghai/China: Die Weltausstellung Expo 2010 wird eröffnet.[69]

## Weblinks

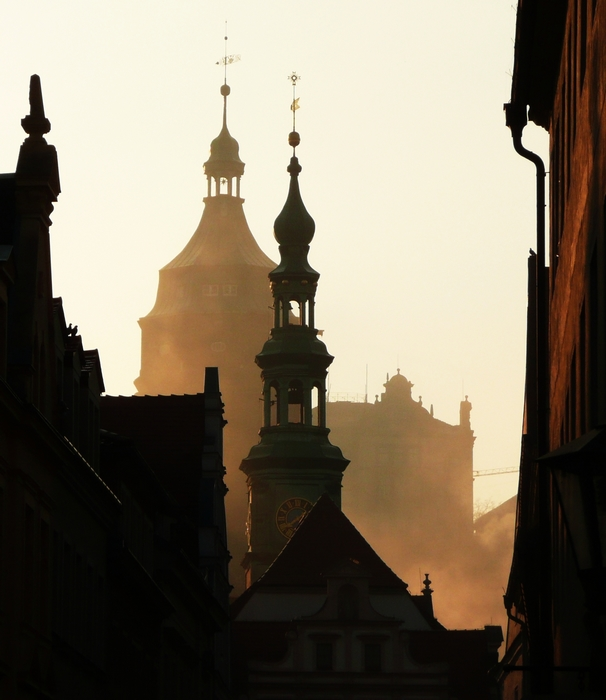
Sachsen im April 2010